# Zophodetus woodruffi
Zophodetus woodruffi is een vliesvleugelig insect uit de familie Torymidae. De wetenschappelijke naam is voor het eerst geldig gepubliceerd in 1980 door Grissell.